# Давыдов, Василий Ильич
Василий Ильич Давыдов — советский хозяйственный, государственный и политический деятель.

## Биография
Родился в 1926 году в селе Березовое. Член КПСС.
Участник Великой Отечественной войны
В 1943—1961 — учётчик, заведующий фермой, бригадир комплексной бригады, заместитель председателя по культурно-массовой работе, секретарь партийной организации колхоза «Путь к коммунизму».
В 1961—1990 — председатель колхоза «Путь к коммунизму» Базарно-Карабулакского района Саратовской области.
Депутат Верховного Совета СССР 10-го созыва.
Умер в 1990 году в селе Березовом.

## Награды
- Орден Отечественной войны II степени
- Орден Трудового Красного Знамени